# Геоидна депресија Индијског океана
Геоидна депресија Индијског океана је гравитациона аномалија у Индијском океану. Кружна област у земљивном геоиду, која се налази јужно од Индијског потконтинента, највећа је гравитациона аномалија на Земљи. Образује депресију у нивоу мора која захвата површину од око 3 милиона км², готово величине само Индије. Депресију је открио холандски геофизичар Феликс Андрис Венинг Мајнес током истраживања гравитације брода, што је остало под велом мистерије све до маја 2023, када је слаба мјесна гравитација емпиријски објашњења коришћењем рачунарских симулација и сеизмичких података.
Гравитациона аномалија, или „гравитациона рупа”, налази се јужно од Шри Ланке и Канијакумарија, најјужнијег врха копнене Индије и источно од Рога Африке. Због слабије мјесне гравитације, ниво мора у депресији могао би бити до 106 м нижи од средњег нивоа свјетског мора (референтни елипсоид), да нема мањих ефеката као што су плиме и осјеке и струје у Индијском океану. 
На основу тектонике плоча која је дјеловала милионима година, вјерује се да су „гравитационе рупе” проузроковали фрагменти са потопљеног дна много старијег океана Тетис у сужавајућег мазу између Индије и средње Азије, пошто су фрагменти који су потонули надокнађени плаштем вруће магме ниже густине из унутрашњости Земље. Због ове ниже густине, гравитационо привлачење у депресији је тренутно слабије од нормалног за око 50 мгал (0,005%), највећа гравитациона аномалија на Земљи. Вјерује се да је најнижи геоид настао прије око 20 милиона година.